# 邓智毅

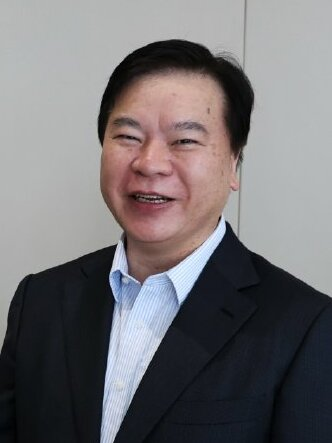
邓智毅

邓智毅（1965年8月—），湖南双峰人，汉族，中华人民共和国政治人物、第十二届全国人民代表大会湖北地区代表。
毕业于中国人民大学货币银行学专业。加入中国共产党。2013年，担任全国人大代表。